# Палма (Сиракуза)
Палма је насеље у Италији у округу Сиракуза, региону Сицилија.
Према процени из 2011. у насељу је живело 31 становника. Насеље се налази на надморској висини од 46 м.